# Álvaro Pino

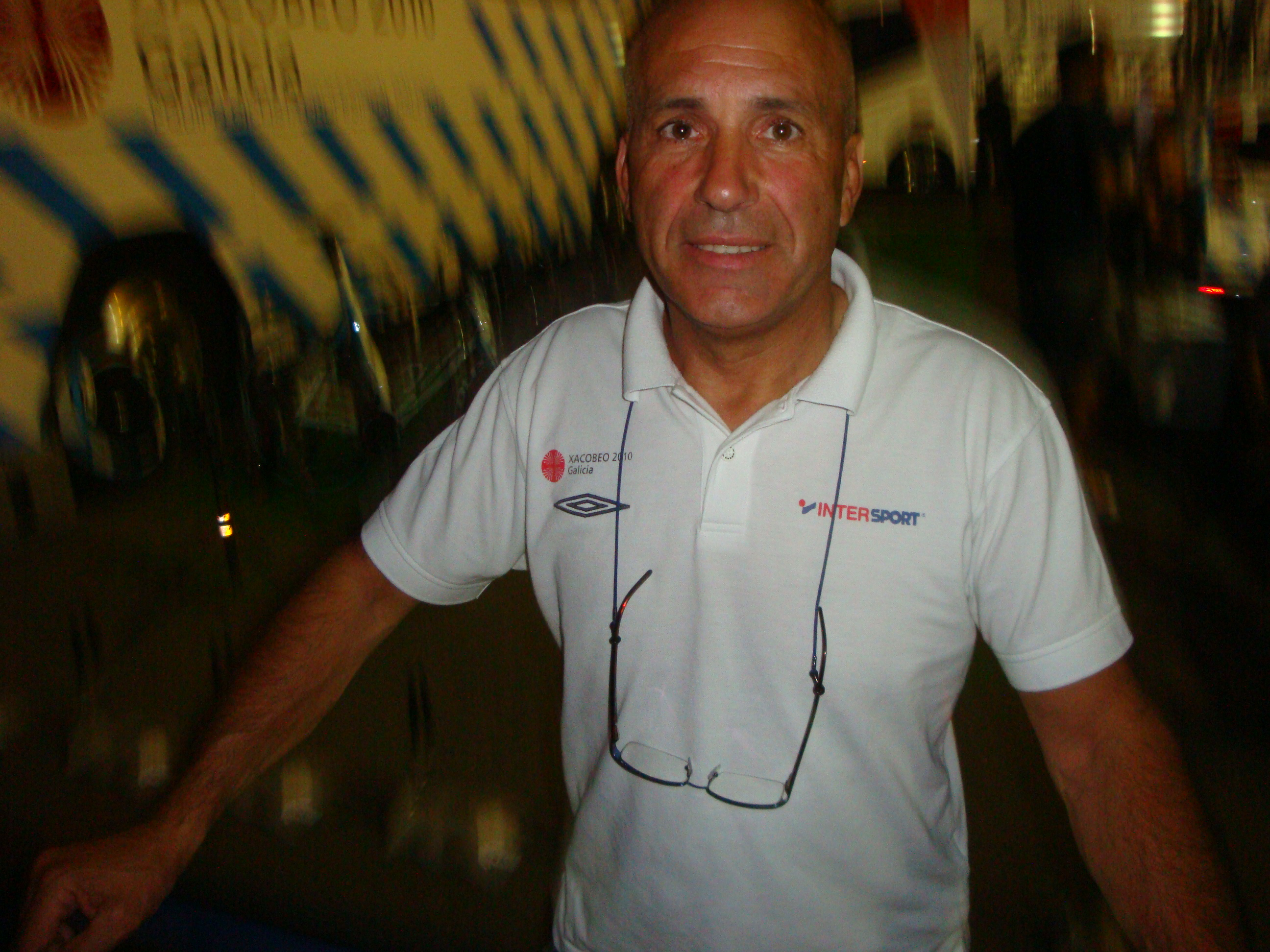
Álvaro Pino als Manager des spanischen Teams Xacobeo Galicia bei der Vuelta a España 2010

Álvaro Pino Counago (* 17. August 1956 in Ponteareas, Spanien) ist ein ehemaliger spanischer Radrennfahrer und Sportlicher Leiter.

## Karriere
Seine Profikarriere dauerte von 1981 bis 1991. Als guter Bergfahrer konnte er die Vuelta a España 1986 für sich entscheiden. 1988 gewann er die Bergwertung der Spanienrundfahrt. Bei der  Tour de France hatte er fünf Starts, sein bestes Ergebnis im Gesamtklassement war der jeweils 8. Platz 1985 und 1988. Bei seinen beiden Starts beim Giro d’Italia war Platz achtzehn 1983 das bessere Ergebnis.
Nach seiner Profikarriere blieb Álvaro Pino dem Radsport treu und war Sportlicher Leiter der Teams Kelme, Phonak Hearing Systems und Karpin-Galicia.

## Wichtigste Erfolge
1981
- einer Etappe Vuelta a España

1986
- Gesamtwertung und eine Etappe Vuelta a España

1987
- Gesamtwertung Katalonien-Rundfahrt

1988
- zwei Etappen und Bergwertung Vuelta a España

1989
- eine Etappe Vuelta a España
- Clásica de Sabiñánigo